# Марина Лидо (Салерно)
Марина Лидо је насеље у Италији у округу Салерно, региону Кампанија.
Према процени из 2011. у насељу је живело 315 становника. Насеље се налази на надморској висини од 43 м.